# Solor ap Mor
Solor (Solarius in latino e Solar in inglese; attorno al 398 d.C.) regnò sul Cernyw, ereditando il trono dal padre Mor.
Anche lui era probabilmente un influente romano.
Potrebbe essere stato il primo vero re del Cernyw (odierno Glamorgan), riconosciuto come tale dopo il ritiro romano dalla Britannia nel 410. Il trono andò poi al figlio Glywys Cernyw.